# Ils s'aiment... enfin presque !
Pour plus de détails, voir Fiche technique et Distribution.
Ils s'aiment… enfin presque ! est un téléfilm français d'Hervé Brami constitué de sketchs des deux spectacles cultes Ils s'aiment et Ils se sont aimés de Muriel Robin et Pierre Palmade interprétés par Une trentaine de personnalités, et diffusé en 2022.

## Synopsis
Les aventures conjugales (et parfois extraconjugales) de quatre couples résidant dans le même immeuble : Isabelle et Martin qui divorcent après vingt années de mariage, Marie-Caroline et Jacques-André qui renoncent à leur mariage à la dernière minute, Estelle et Quentin qui, bien que divorcés et ne vivant plus dans le même appartement, continuent à se disputer avec pour intermédiaire Maria, leur femme de ménage, et enfin Chloé et Alain qui ne cessent de se disputer.

## Fiche technique
- Titre original : Ils s'aiment...enfin presque !
- Réalisation : Hervé Brami
- Scénario : Muriel Robin et Pierre Palmade, d'après leurs sketchs sur une idée de Franck Saurat
- Adaptation et dialogues additionnels : Agnès Boury et Thomas Maurion
- Musique : Fabien Nataf
- Décors : Laurence Brenguier
- Costumes : Valérie Mascolo et Marie-José Alvarez
- Montage : Renaud Ziegler et Patrick Zouzout, assistés de Romaric Nereau et Emmanuelle Schneider de Rousiers
- Photographie : Philippe Pavans de Ceccatty
- Production : Yossef Balti, Franck Saurat ; Jean-Philippe Lemonnier (production associée)
- Sociétés de production : Carson Prod, 13.34 Productions, TF1 Production
- Société de distribution : TF1 Distribution
- Pays de production :  France
- Langue originale : français
- Format : couleur - 16/9 - son stéréo
- Genre : comédie
- Durée : 105 minutes
- Dates de première diffusion :
  - France : 18 avril 2022 sur TF1

## Distribution
(par ordre d'apparition) :
- Rayane Bensetti : le fleuriste
- François Berléand : Frank, le gardien de l'immeuble
- Julie Depardieu : Maria, la femme de ménage
- Tom Villa : l'huissier (sketch Vive la mariée)
- Nikos Aliagas : le photographe du mariage (sketch Vive la mariée)
- Claudia Tagbo : Estelle
- Florent Peyre : Quentin
- Julie Ferrier : la maire (sketch Vive la mariée)
- Norman Thavaud : le pianiste (sketch Vive la mariée)
- Michaël Youn : Jacques-André Tallaron
- Nicole Calfan : la mère de Jacques-André (sketch Vive la mariée)
- Audrey Fleurot : Marie-Caroline Duroc
- Claire Nadeau : la mère de Marie-Caroline (sketch Vive la mariée)
- Muriel Robin : Isabelle
- Pierre Arditi : Martin
- Pierre Palmade : François (sketch Les Parents)
- Carole Bouquet : Delphine (sketch Les Parents)
- Arnaud Ducret : Alain
- Michèle Laroque : Chloé
- Fabien Charreyre Calvez : Léonard (sketch Stockholm)
- Frédérique Bel : Rebecca (sketch Stockholm)
- Jean-Pierre Pernaut : Gérard (sketch Gérard et Toinette)
- Nathalie Marquay : Toinette (sketch Gérard et Toinette)
- Line Renaud : Marie-Louise (sketch Noël chez les parents)
- Hugues Aufray : Maurice (sketch Noël chez les parents)
- Bénabar : Hippolyte (sketch Le Flag)
- Élie Semoun : Philippe (sketch Les Présentations)
- Anne Le Nen : Kristen (sketch Les Présentations)

## Audiences
| Nom                                      | Date          | Nb. de télespectateurs | Part d'audiences |
| ---------------------------------------- | ------------- | ---------------------- | ---------------- |
| Ils s'aiment...enfin presque !, partie 1 | 18 avril 2022 | 5 080 000              | 23.5%            |
| Ils s'aiment...enfin presque !, partie 2 | 18 avril 2022 | 3 330 000              | 20%              |